# Buhăeni
Buhăeni – wieś w Rumunii, w okręgu Jassy, w gminie Andrieșeni. W 2011 roku liczyła 526 mieszkańców.